# François Heisbourg

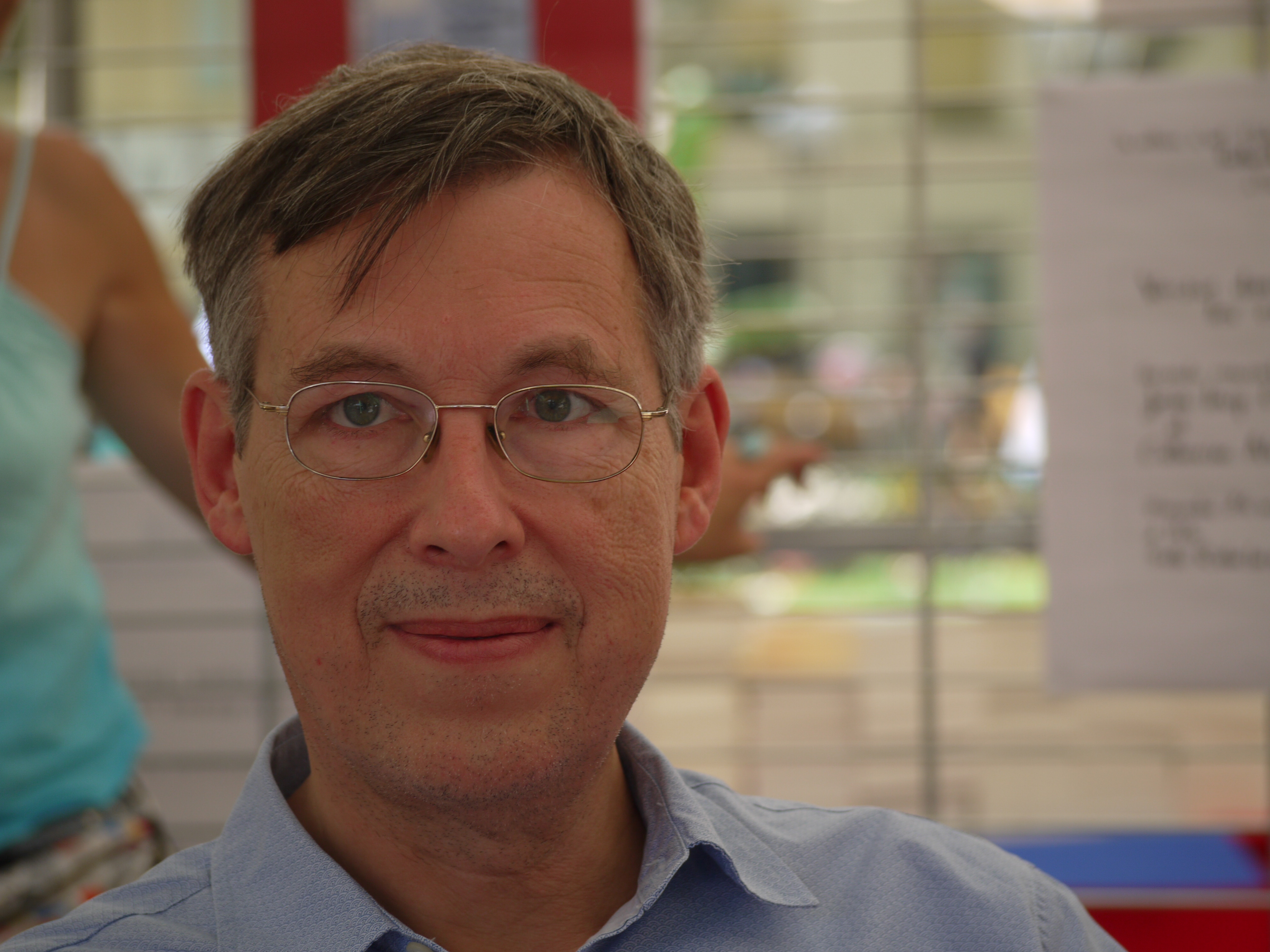
François Heisbourg (2009)

François Heisbourg (geboren 24. Juni 1949 in London) ist ein luxemburgisch-französischer Politikberater.   

## Leben
François Heisbourg ist ein Sohn des luxemburgischen Diplomaten Georges Heisbourg, der 1945 bis 1951 in Großbritannien eingesetzt war. Heisbourg studierte an der École nationale d’administration (ENA).
Heisbourg arbeitete ab 1978 für das französische Außenministerium, 1979–1981 in der französischen Vertretung bei der UNO, dann als Berater beim französischen Verteidigungsministeriums (1981–1984), in der Privatwirtschaft bei Thomson (1984–1987) und wurde 1987 Direktor beim International Institute for Strategic Studies (IISS) in London, wo er 1992 ausschied. Er war Direktor beim Institut universitaire de hautes études internationales de Genève, Direktor bei Airbus Defence and Space (1992–1997) und dann wieder  Berater französischer Ministerien und Direktor der „Fondation pour la recherche stratégique“ (2001 bis 2005). Heisbourg nahm weiterhin Beratungsaufträge für europäische Institutionen wahr und war Mitautor von Weißbüchern zur Sicherheitslage in Frankreich.
Heisbourg ist Präsident des Verwaltungsrats des International Institute for Strategic Studies und seit 1998 Vorsitzender des Stiftungsrats der Genfer Denkfabrik Zentrum für Sicherheitspolitik (GCSP). Er nimmt einen Lehrauftrag am Institut d’études politiques de Paris (Sciences Po) wahr. 
Heisbourg plädidierte 2013 für eine Beendigung der gemeinsamen europäischen Währung.
Er ist Offizier der Ehrenlegion, Chevalier des Ordre national du Mérite, erhielt den 
Verdienstorden der Bundesrepublik Deutschland, ist Kommandeur des Ordens der Eichenkrone in Luxemburg und Ritter des spanischen Militärverdienstordens.

## Schriften (Auswahl)
- La Puce, les Hommes et la Bombe.  (yhdessä Pascal Bonifacen kanssa), 1986
- Hyperterrorisme, la nouvelle guerre, (avec la FRS). Paris : Odile Jacob, 2001 ISBN 978-2-73811-080-0
- 11 septembre, rapport de La commission d'enquête, de la Commission nationale sur les attaques terroristes contre les États-Unis (préface). Sainte-Marguerite : Équateurs, 2004 ISBN 978-2-84990014-7
- La Fin de l'Occident. L’Amérique, l'Europe et le Moyen-Orient. Paris : Odile Jacob, 2005
- mit Jean-Luc Marret: Le Terrorisme en France aujourd'hui. Sainte-Marguerite : Équateurs, 2006
- L’Épaisseur du monde. Paris : Stock, 2007
- Iran, le choix des armes. Paris : Stock, 2007
- Après Al Qaida - La nouvelle génération du terrorisme. Paris : Stock, 2009
- Vainqueurs et vaincus, lendemains de crise. Paris : Stock, 2010
- (Hrsg.): Les Conséquences stratégiques de la crise. Paris : Odile Jacob, 2010
- (Hrsg.): Les armes nucléaires ont-elles un avenir?. Paris : Odile Jacob, 2011
- mit Xavier Pasco: Espace militaire. L’Europe entre souveraineté et coopération. Paris : Choiseul, 2011
- Espionnage et Renseignement. Le vrai dossier. Paris : Odile Jacob, 2012
- La Fin du rêve européen. Paris : Stock, 2013
- Secrètes histoires. Paris : Stock, 2015
- Comment perdre la guerre contre le terrorisme. Paris : Stock, 2016